# 秋瑾烈士纪念碑
秋瑾烈士纪念碑位于浙江省绍兴市越城区解放北路轩亭口。1907年7月15日凌晨，秋瑾在此就义，纪念碑由光复会会员、先烈同乡王子余先生等倡议建立，于1933年落成。鲁迅的著名小说《药》就是以此为背景，塑造了夏瑜这一革命党人的英雄形象。2006年5月25日，归入第三批全国重点文物保护单位秋瑾故居。